# Laspaúles
Laspaúles (katalanisch Laspaúls oder Las Paüls; der Name soll sich vom lateinischen Palus – Sumpf ableiten) ist eine katalanischsprachige, der Franja de Aragón zugehörige Gemeinde in der Provinz Huesca der Autonomen Gemeinschaft Aragonien in Spanien. Sie liegt in der Comarca Ribagorza im oberen Tal des Flusses Río Isábena an der Straße N-260, die den Übergang vom Tal der Noguera Ribagorzana zum Tal des Río Ésera bildet.

## Gemeindegebiet
Die Gemeinde umfasst die Ortschaften:
- Abella
- Alíns
- Ardanué
- Denuy
- Espés
- Espés Alto
- Las Llagunas
- Laspaúles
- Neril
- Suils
- Villaplana
- Villarrué.

## Bevölkerungsentwicklung
| 1991 | 1996 | 2001 | 2004 |
| ---- | ---- | ---- | ---- |
| 318  | 284  | 277  | 277  |

## Sehenswürdigkeiten

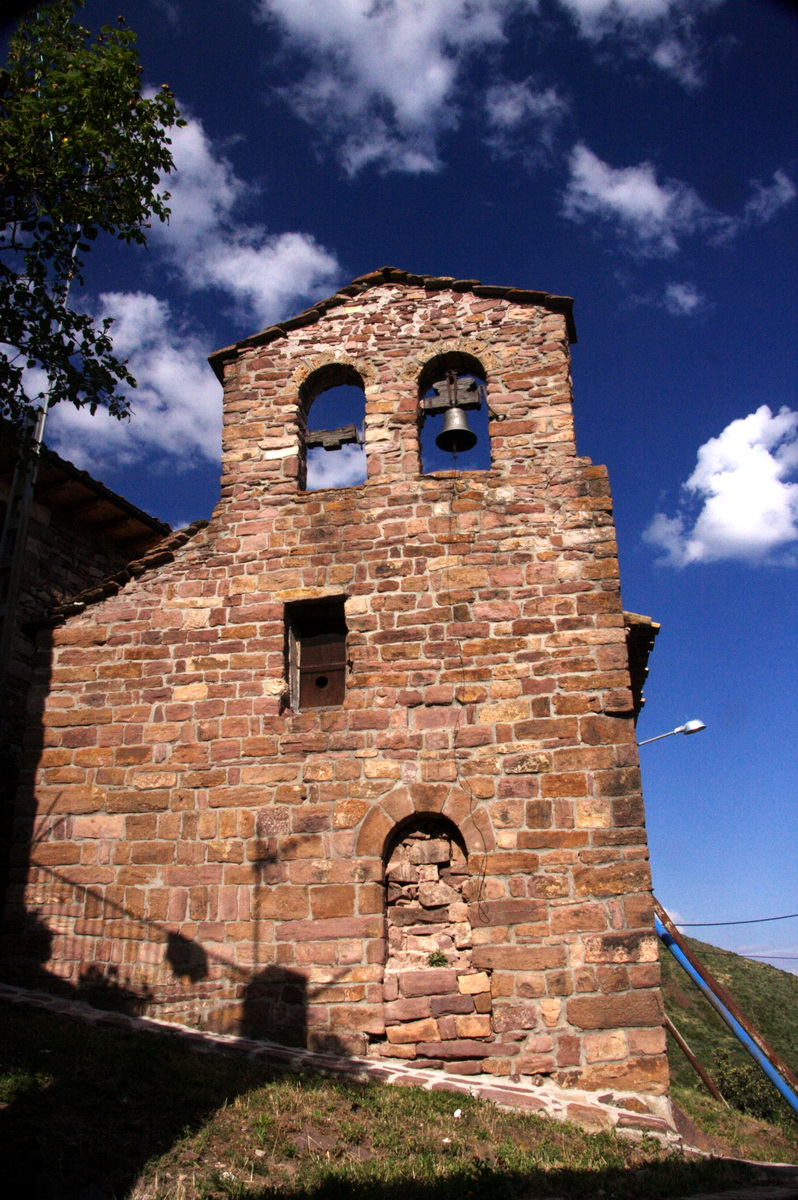
Kirche von Villarrué

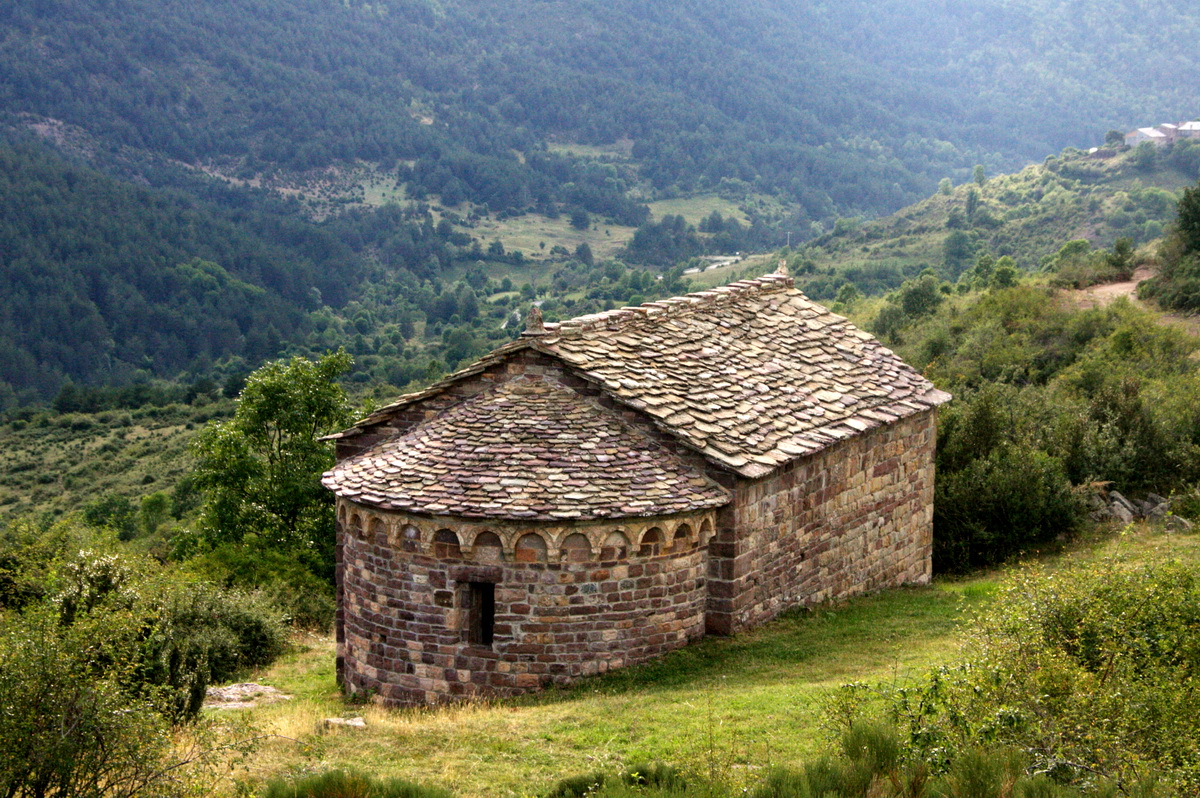
Mare de Déu von Turbidé

- Die einschiffige, romanische Kirche von Villarrué, eine frühere Einsiedelei.
- Die ebenfalls romanische Kirche Mare de Déu von Turbidé, eine Einsiedelei in Villarrué.